# North Harbour International 2019
Die North Harbour International 2019 im Badminton fanden vom 21. bis zum 23. März 2019 in Auckland statt.

## Sieger und Platzierte
| Disziplin    | Gold                         | Silber                       | Bronze                     |
| ------------ | ---------------------------- | ---------------------------- | -------------------------- |
| Herreneinzel | Nguyễn Tiến Minh             | Gao Zhengze                  | Gu Junfeng                 |
| Herreneinzel | Nguyễn Tiến Minh             | Gao Zhengze                  | Yan Runze                  |
| Dameneinzel  | Qiu Ziying                   | Qin Jinjing                  | Wang Siqi                  |
| Dameneinzel  | Qiu Ziying                   | Qin Jinjing                  | Wu Luoyu                   |
| Herrendoppel | Xuheng Zhuanyi Zhang Binrong | Simon Leung Mitchell Wheller | Dai Zhiyi Zheng Kai        |
| Herrendoppel | Xuheng Zhuanyi Zhang Binrong | Simon Leung Mitchell Wheller | Yan Yuhang Zhang Hanyu     |
| Damendoppel  | Pan Hanxiao Yang Jiayi       | Hou Fangfang Li Jiajia       | Sally Fu Alyssa Tagle      |
| Damendoppel  | Pan Hanxiao Yang Jiayi       | Hou Fangfang Li Jiajia       | Qiu Ziying Wang Hui        |
| Mixed        | Zhang Hanyu Pan Hanxiao      | Yan Yuhang Yang Jiayi        | Xuheng Zhuanyi Li Jiajia   |
| Mixed        | Zhang Hanyu Pan Hanxiao      | Yan Yuhang Yang Jiayi        | Zhang Binrong Hou Fangfang |